# Веснянки (комахи)
Веснянки (Plecoptera) — ряд крилатих комах.
У веснянок, як й у одноденок і бабок, личинки живуть у воді, а дорослі комахи мають дві пари перетинчастих укріплених густою мережею жилок крил. Але на відміну від бабок і одноденок вони складають крила дахоподібно на спині. Веснянки більш споріднені з щипавками і прямокрилими, ніж із бабками і одноденками.

## Опис

### Імаго
Веснянки мають сплощене тіло. Це порівняно великі комахи з темними досить твердими покривами. Вони добре бігають, якщо їх потривожити, і бувають схожі на якихось жуків. Задні крила в них складаються віялоподібно під захистом передніх, які, щоправда, лише ненабагато щільніші. Голова велика з довгими ниткоподібними многочлениковими вусиками. Ротові частини дрібні — дорослі веснянки не харчуються. Ноги у веснянок стрункі, призначені для бігу, з 3-члениковою лапкою. Черевце 10-членикове з парою членистих хвостових ниток (церків) на кінці.

### Личинки
Личинки за формою тіла схожі на дорослих веснянок, але, звичайно, спершу не мають крил, зачатки яких з'являються тільки наприкінці личиночного періоду життя. На відміну від дорослих веснянок личинки мають сильні зазубрені щелепи. Личинки дрібних веснянок живляться водоростями, але більшість — хижаки, що поїдають личинок комарів, мошок, одноденок й інших дрібних безхребетних. Подих розчиненим у воді киснем здійснюється в них за допомогою трахейних зябер, які рідко бувають листоподібними (Nemoura), а частіше представляють пучки пронизаних трахеями ниткоподібних виростів, розташованих на різних сегментах грудей і черевця. Ноги в личинок довгі й чіпкі з більшою кількістю волосків. Личинки можуть добре бігати по дну, непогано плавають, але більшу частину часу проводять вчепившись ногами за виступи дна, підстерігаючи здобич.

Дорослі веснянки малорухомі, у деяких видів відбувається втрата здатності до польоту. Цікаво, що частіше нездатні до польоту самці, наприклад у веснянки чорної (Capnia nigra), що з'являється вже у лютому в передгір'ях Кавказу й у Криму у самця крила мають вигляд невеликих лусочок. А зовсім недавно у Південній Америці в Андах були відкриті такі веснянки (Megandiperla), у яких по загальному вигляді дорослі комахи й личинки зовсім не відрізняються — дорослі не мають навіть зачатків крил.
Ці веснянки, на противагу більшості інших представників ряду, ведуть у стадії личинки не водний спосіб життя, а наземний, плазуючи в подушках мохів, що покривають скелі. Правда, місця, де вони живуть, перебувають у горах, там, де щодня йде дощ і де мохи завжди дуже вологі. Цікаво, що між личинками й дорослими в цього виду зберігається відмінності, в личинок трахейна система замкнута, хоча в них і немає зовнішніх трахейних зябер, а в дорослих — відкривається дихальцями. У постійно вологому повітрі для личинок веснянок більше сприятливі умови постачання киснем, чим у водоймах, завдяки чому можливий шкірний подих і без зябрових виростів за рахунок тільки поверхні тіла.
У воді теж зустрічаються дрібні личинки веснянок, що не мають зябрових ниток. У личинок великих видів, таких, як веснянка велика, спершу є тільки слабкі зачатки зябер (в основі третьої пари ніг), які поступово збільшуються й у числі, і в розмірах у міру линянь. Цікаво, що рудименти зябер бувають й у деяких дорослих веснянок.

## Спосіб життя
Незважаючи на те що веснянки — великі комахи й по берегах рік зустрічаються нерідко, знають їх далеко не всі. Це пов'язане з тим, що вони рідко й недовго літають, забарвлені в темні тони й ведуть потаємний або малорухомий спосіб життя, сидячи на гілочках очерету, на корі зростаючих біля берега дерев й у прибережній траві.

## Розмноження
Статевий акт буває недовгим, після коротких зльотів самець підповзає під самку й виділяє сперматофор, який самка відразу підхоплює рухливими придатками статевого отвору.
Яйця веснянка якийсь час носить на кінці черевця, потім, літаючи над поверхнею води, на короткий час занурює черевце у воду швидких і чистих річок і струмків. Яйця при цьому швидко змиваються, відокремлюються один від одного й падають на дно, де застрягають між каменями. Яйця веснянок овальні або мають форму вази й темні. У деяких видів, наприклад у справжніх веснянок (рід Perla), яйця виводяться самкою цілими пачками, укладеними в слизову масу.
Весь цикл розвитку в більшості веснянок триває рік, у деяких великих видів у північних ріках розтягується на 2—3 і навіть 4 роки. Зимівля відбувається в стадії німфи, що має вже виразні зачатки крил. За час личиночного життя веснянки багато разів линяють, наприклад веснянка велика (Perla maxima), що досягає в довжину 24 мм, линяє 22 рази.

## Класифікація
Веснянки представлені понад 2000 видів, частина яких широко поширена, частина живе тільки у північній, а частина — тільки в південній півкулі.
Базальна лінія («Antarctoperlaria»)
- Надродина Eusthenioidea
  - Родина Diamphipnoidae
  - Родина Eustheniidae
- Надродина Leptoperloidea
  - Родина Austroperlidae
  - Родина Gripopterygidae

Підряд Arctoperlaria
- Родина Scopuridae
- Інфраряд Euholognatha
  - Родина Capniidae (бл. 300 видів)
  - Родина Leuctridae (300 видів)
  - Родина Nemouridae (600 видів)
  - Родина Notonemouridae
  - Родина Taeniopterygidae (75 видів)
- Інфраряд Systellognatha
  - Родина Chloroperlidae (100 видів)
  - Родина Perlidae (400 видів)
  - Родина Perlodidae (250 видів)
  - Родина Peltoperlidae (68 видів)
  - Родина Styloperlidae (10 видів)
  - Родина Pteronarcyidae (12 видів)

## Палеонтологія
Веснянки — древня група, викопні веснянки відомі ще з пермських відкладень, у яких зустрічалися й родинні веснянкам Protopelaria.